# لوبيز غونسالفيس
لوبيز غونسالفيس (بالبرتغالية: Lopo Gonçalves) هو مستكشف برتغالي، ولد في القرن الخامس عشر، وتوفي في القرن الخامس عشر.

## وصلات خارجية
- لوبيز غونسالفيس على موقع الموسوعة البريطانية (الإنجليزية)